# 도동길 (울릉군)
도동길(Dodong-gil)은 경상북도 울릉군 울릉읍 도동리에 있는 도로로, 총 연장은 1.295 km이다. 이름이 유래된 것은 행정구역 명칭인 도동리에서 따왔다.

## 역사
- 2009년 5월 8일 : 도로명으로 도동길을 고시

## 주요 경유지
- 울릉군
  - 울릉읍 (도동리)

## 접촉하는 도로
- 울릉순환로
- 약수터길

## 주요 지선 도로
도동길의 주요 지선도로에는 도동1길, 도동2길, 도동3길, 도동4길, 도동5길, 도동6길, 도동7길, 도동8길, 도동9길 등이 있다.

## 주요 건물 및 시설
- 도동항게이트웨이 (도동길 14/도동리 23)
- 영광특산물직판장, 한일다방 (도동길 49/도동리 99-1)
- 만물슈퍼 등대식당 비치하우스 (도동길 52/도동리 71)
- 오브레 커피숍, NAMU 커피숍, W호텔 (도동길 53/도동리 102-1)
- 두꺼비식당, GS25 (도동길 54/도동리 71)
- 울릉회타운 (도동길 69/도동리 131-1)
- 첫번째 오징어집 (도동길 71/도동리 132-2)
- 독도상회 (도동길 73/도동리 133)
- 선창회 (도동길 77/도동리 135)
- 태양상회 (도동길 79/도동리 135-1)
- 만덕상회 (도동길 80/도동리 643-1)
- 대덕상회 (도동길 85/도동리 192-2)
- 뭐무꼬? (도동길 89/도동리 150-6)
- 새마을금고 (도동길 93/도동리 150-1)
- 울릉군의회 (도동길 143/도동리 176-2)
- 울릉군청 별관 (도동길 145/도동리 176-6)
- 울릉중학교 (도동길 151-19/도동리 223-8)
- 울릉읍사무소 (도동길 158/도동리 251-2)
- 울릉초등학교 (도동길 172/도동리 232-11)
- 울릉초등학교교직원사택 (도동길 181-6/도동리 225-6)
- 도동2리경로당 (도동길 192/도동리 226-5)
- KT울릉지점 (도동길 193/도동리 223-10)
- 울릉유리상사 (도동길 206/도동리 574-1)